# Indicator of compromise
Ein Indicator of compromise (IoC) ist in der IT-Forensik ein Artefakt, das mit hoher Wahrscheinlichkeit auf einen unberechtigten Zugriff auf einen Computer hinweist.

## Arten von Indikatoren
Typische IoCs sind
- Prüfsummen von Malware-Dateien
- Virensignaturen
- IP-Adressen und Domain Name System Records, z. B. von beteiligten Command-and-Control-Servern
- URLs

Nachdem IoCs identifiziert wurden, können sie für die Früherkennung von zukünftigen Angriffen genutzt werden, z. B. in Intrusion-Detection-Systemen und Antivirenprogrammen.